# Hadogenes newlandsi
Espèce
Hadogenes newlandsi est une espèce de scorpions de la famille des Hormuridae.

## Distribution
Cette espèce est endémique du Limpopo en Afrique du Sud. Elle se rencontre entre 800 et 1 500 m d'altitude dans le Nord des Drakensberg.

## Description
Le mâle holotype mesure 156,29 mm, les mâles mesurent de 134,80 à 156,29 mm et les femelles de 114,71 à 124,10 mm.

## Étymologie
Cette espèce est nommée en l'honneur de Gerald Newlands.

## Publication originale
- Prendini, 2001 : Two new species of Hadogenes (scorpiones, ischnuridae) from Afrique du Sud., with a description of Hadogenes bicolor and a discussion on the phylogenetic position of Hadogenes. The Journal of Arachnology, vol. 29, no 2, p. 146-172 (texte intégral).